# Solvej (DSB)
|  | Sammenskrivningsforslag Artiklen Solvej (DSB) er foreslået føjet ind i Harry og Bahnsen. (Siden december 2023) Diskutér forslaget |

Solvej var en figur i DSBs reklamefilm. 
Hun arbejdede i en Kort & Godt-butik og var Harrys store forelskelse.
Selve dukken var udformet som Harry men var for det første grøn og havde kvindelige træk såsom tydelige øjenvipper. Ligesom med Harry var der udgivet en del merchandise såsom bamser og nøgleringe.

## Ekstern henvisning
- Bag om Solvej Arkiveret 13. september 2007 hos  Wayback Machine – DSB's præsentation af Solvej